# Château fort de Brémur
Le château fort de Brémur est une ruine médiévale située à Brémur-et-Vaurois (Côte-d'Or) en Bourgogne-Franche-Comté.

## Localisation
Le château se situe au nord du hameau de Brémur.

## Historique
L'existence d'une motte castrale semble remonter au Xe siècle : vers 980 les comtesses de Chartres et du Perche, de retour de pèlerinage de Rome, s'arrêtent à Brémur pour y faire construire une chapelle "au château de Saint-Florentin". En novembre 1269 Jean, seigneur de Châteauvillain et Brémur, affranchit les habitants du châtel de Brémur et de son pourpris. En 1392, Guillaume Blonde tient en fief de sa femme Jeanne de Varranges maison, grange et château à Brémur. En 1593 la maison forte est prise en février par Fyot d'Arbois qui en renforce aussitôt les fortifications. Mais le 14 octobre 1602 à Dijon Henri IV ordonne la démolition de huit châteaux, dont celui de Brémur[réf. souhaitée].

## Architecture
Relevant de la châtellenie d'Aisey, la forteresse de Brémur, d'origine gallo-romaine, est détruite en 1609. Les seuls vestiges de cet édifice du XIIIe siècle sont la base d'un côté de l'enceinte, conservée sur une longueur d'environ 40 mètres et la base d'une tour d'angle circulaire.